# North and South (Gerry Rafferty)
North and South è il sesto album in studio del cantautore scozzese Gerry Rafferty, pubblicato nell'aprile 1988.

## Tracce
1. North and South – 6:45
2. Moonlight and Gold – 6:10
3. Tired of Talking – 4:09
4. Hearts Run Dry – 6:09
5. A Dangerous Age – 6:11
6. Shipyard Town – 6:12
7. Winter's Come – 6:50
8. Nothing Ever Happens Down Here – 3:42
9. On a Night Like This – 6:09
10. Unselfish Love – 5:25